# Nederlandse Floorball en Unihockey Bond
Der Nederlandse Floorball en Unihockey Bond (Niederländischer Floorball- und Unihockeyverband), kurz NeFUB, besteht seit 1999 und ist die nationale Dachorganisation für Floorball in den Niederlanden, sowohl im Wettkampfbereich als auch im Freizeitbereich.
Seit seiner Gründung konzentriert sich der NeFUB auf die Organisation von Wettbewerben und Meisterschaften, die Unterstützung von Floorballvereinen sowie den Aufbau und die Förderung offizieller niederländischer Nationalteams. Der NeFUB ist Mitglied der International Floorball Federation (IFF) und des NOC*NSF (Nationales Olympisches Komitee/Nationaler Sportverband).
Der NeFUB wurde 1999 von Vertretern von vier niederländischen Floorballvereinen gegründet. Die Mitgliedschaft in der NeFUB steht allen niederländischen Floorball- und Unihockeyvereinen offen. Wenn sich ein Verein beim NeFUB anmeldet, werden automatisch alle Mitglieder dieses Vereins auch Mitglieder des NeFUB. Auch Nicht-Niederländer können somit Mitglied des NeFUB werden und an der niederländischen Liga teilnehmen. Angeschlossene Vereine zahlen einen jährlichen Mitgliedsbeitrag und erhalten dadurch Zugang zu unseren Aktivitäten, Wettbewerben, Unterstützungsleistungen und Versicherungen.
Nicht organisierte Spieler, Schiedsrichter und Freunde des NeFUB können über FloorballNL dem Verband beitreten. FloorballNL ist ein Verein für nicht gebundene Mitglieder ohne eigene Aktivitäten. Er bietet die Möglichkeit, von der NeFUB-Mitgliedschaft zu profitieren, über Entwicklungen beim NeFUB per E-Mail informiert zu bleiben sowie zusätzliche Versicherungen und Angebote des NeFUB in Anspruch zu nehmen.

## Mitgliedsvereine
Zum Saisonende 2024/25 sind 20 Vereine im NeFUB organisiert:
- Amersfoort: Sonics
- Amsterdam: Floorball Agents
- Delft: Blue Falcons
- Den Bosch: Floorball Den Bosch, Flamingo's
- Den Haag: HSK
- Eemsmond: UFC Hogeland
- Enschede: Messed Up
- Groningen: UC Face Off, UFC Groningen, HSV Haren
- Houten: HFC Heroes
- Hulst: Jolly-Good
- Nijmegen: Flames, Hot Shots
- Tilburg: Tilburg Floorball
- Utrecht: UFC Utrecht, Jungle-Speed
- Wageningen: WUV Stick Together
- Westerkwartier: Floorball Rodenburg